# Aloe viridiflora
Aloe viridiflora é uma espécie de liliopsida do gênero Aloe, pertencente à família Asphodelaceae.